# A Division 1963-1964 (Irlanda)
La stagione 1963-1964 è stata la quarantatreesima edizione della League of Ireland, massimo livello del calcio irlandese.

## Classifica finale
|  | Pos. | Squadra            | Pt | G  | V  | N | P  | GF | GS | DR  |
|  | ---- | ------------------ | -- | -- | -- | - | -- | -- | -- | --- |
|  | 1.   | Shamrock Rovers    | 35 | 22 | 14 | 7 | 1  | 68 | 27 | +41 |
|  | 2.   | Dundalk            | 30 | 22 | 12 | 6 | 4  | 49 | 27 | +22 |
|  | 3.   | Limerick           | 30 | 22 | 12 | 6 | 4  | 46 | 32 | +14 |
|  | 4.   | Cork Celtic        | 26 | 22 | 9  | 8 | 5  | 49 | 36 | +16 |
|  | 5.   | St Patrick's       | 25 | 22 | 8  | 9 | 5  | 41 | 29 | +12 |
|  | 6.   | Cork Hibernians    | 25 | 22 | 9  | 7 | 6  | 38 | 31 | +7  |
|  | 7.   | Shelbourne         | 21 | 22 | 8  | 5 | 9  | 46 | 42 | +4  |
|  | 8.   | Drumcondra         | 21 | 22 | 9  | 3 | 10 | 31 | 38 | -7  |
|  | 9.   | Sligo Rovers (- 2) | 17 | 22 | 6  | 7 | 9  | 30 | 53 | -23 |
|  | 10.  | Drogheda           | 16 | 22 | 5  | 6 | 11 | 31 | 44 | -13 |
|  | 11.  | Waterford          | 9  | 22 | 4  | 1 | 17 | 27 | 64 | -37 |
|  | 12.  | Bohemians          | 7  | 22 | 1  | 5 | 16 | 19 | 52 | -33 |

Legenda:

         Campione d'Irlanda e qualificata in Coppa dei Campioni 1964-1965
         Finalista della FAI Cup e qualificata in Coppa delle Coppe 1964-1965
         Qualificata in Coppa delle Fiere 1964-1965
Note:
Due punti a vittoria, uno a pareggio, zero a sconfitta.
Sligo Rovers penalizzato di due punti per infrazioni al regolamento.

## Statistiche
| Record - Maggior numero di vittorie: Shamrock Rovers (14) - Minor numero di sconfitte: Shamrock Rovers (1) - Miglior attacco: Shamrock Rovers (68) - Miglior difesa: Dundalk e Shamrock Rovers (27) - Miglior differenza reti: Shamrock Rovers (+41) - Maggior numero di pareggi: St Patrick's (9) - Minor numero di pareggi: Waterford (1) - Minor numero di vittorie: Bohemians (1) - Maggior numero di sconfitte: Waterford (17) - Peggiore attacco: Bohemians (19) - Peggior difesa: Waterford (64) - Peggior differenza reti: Waterford (-37) |